# A Mouthful of Air
A Mouthful of Air è un film del 2021 scritto e diretto da Amy Koppelman.
La pellicola, con protagonisti Amanda Seyfried e Finn Wittrock, è l'adattamento cinematografico dell'omonimo romanzo scritto dalla stessa Koppelman.

## Trama
Julie Davis è una giovane donna, scrittrice di successo di libri per bambini; è sposata con Ethan, con cui ha una figlia piccola, Teddy. Alla vigilia del primo compleanno della bambina, Julie sopravvive a un tentativo di suicidio. Nelle settimane successive, cerca di mostrare gratitudine per i lati positivi della vita, ma continua a soffrire di ansia. La scoperta di una seconda gravidanza costringe Julie ad affrontare i traumi della sua infanzia.

## Produzione
Le riprese del film sono iniziate nel settembre 2019.

## Promozione
Il primo trailer del film è stato diffuso il 20 settembre 2021.

## Distribuzione
Il film è stato distribuito nelle sale cinematografiche statunitensi a partire dal 29 ottobre 2021.